# Виола Валентино
Виола Валентино (итал. Viola Valentino, настоящее имя Вирджиния Миннетти, Virginia Minnetti, р. 1 июля 1949) — итальянская эстрадная певица.

## Биография
Вирджиния Миннетти родилась в 1949 году. В 1968 году начала музыкальную карьеру под псевдонимом Virginia (Вирджиния), когда был выпущен её первый сингл Dixie («Дикси»). Чуть позже она стала петь вместе с мужем в дуэте, получившем название Renzo & Virginia (Ренцо и Вирджиния), который не приобрёл большого успеха. Некоторое время Вирджиния также работала фотомоделью.
Позднее Вирджинию заметил Джанкарло Лукарьелло, продюсер известной в то время итальянской рок-группы Pooh. Он создал ей образ харизматичной, но в то же время изящной и утончённой девушки; манера певицы исполнять свои песни приглушённым голосом стала впоследствии её наиболее яркой отличительной чертой.
В 1978 году певица записывает свой единственный альбом в составе рок-группы Fantasy. Продюсером этого альбома, получившего название Uno («Один»), выступил Джанкарло Лукарьелло.
В 1979 году Вирджиния начинает выступать под псевдонимом Виола Валентино. Первая её песня Comprami («Купи меня»), с которой она выступила на конкурсе «Фестивальбар», сразу же принесла ей известность и была распродана большим тиражом в Италии и Испании. Эта песня стала визитной карточкой певицы.
В 1980 году выходят ещё две ставшие знаменитыми песни Виолы Валентино — Sei una bomba («Ты — бомба»), с которой она также выступила на Фестивальбаре, и Anche noi facciamo pace («Мы тоже помиримся»). Тогда же выходит её первый альбом Cinema («Кино»).
В 1981 году её новая песня Sera coi fiocchi («Вечер со снегопадом») прозвучит в телевизионной программе «Domenica In». А с летней песней Giorno popolare («Популярный день») Виола Валентино снова выступит на Фестивальбаре.
В 1982 году Виола Валентино впервые участвует в конкурсе «Сан-Ремо» с песней Romantici («Романтики»), которая впоследствии также разошлась большим тиражом. В том же году выходит второй альбом певицы In primo piano («На первом плане») и одна из самых известных её песен — Sola («Одна»). В это время Виола Валентино находится на пике популярности, и её приглашают сняться в фильме Delitto sull’autostrada («Преступление на автостраде»).
В 1983 году она снова участвует в Сан-Ремо с песней Arriva arriva («Приходи, приходи»). В это время Виола Валентино снимается ещё в одном фильме — Due strani papà («Два странных папы»).
В 1984 году Виола Валентино выступает на летнем фестивале с песней Verso Sud («Навстречу югу»), которая отличилась своим красивым текстом и мелодией.
В 1985 году Виола Валентино вместе с Риккардо Фольи посещают СССР с серией концертов. В честь этого грандиозного события был снят фильм о гастролях Риккардо Фольи — «Рассказ о нескольких днях». В этом фильме показали и Виолу Валентино. Советские зрители очень тепло приняли супружескую пару, которая совместно выступила на концерте в Спортивно-концертном комплексе им. В. И. Ленина в Ленинграде. В этом же году Виола Валентино выпускает свой редкий альбом L'angelo («Ангел»). Главными песнями из этого альбома стали: Addio amor («Прощай, любовь»), которая была представлена на летнем фестивале и на Фестивальбаре, и Vai col tango («Иди с танго»).
В 1986 году выходит песня Il posto della luna («Место луны»), которая также была представлена на Фестивальбаре, а также очередной фильм с участием Виолы Валентино Le volpi della notte («Ночные лисы»).
В 1987 году выходит песня Devi ritornare («Ты должен вернуться»). Начиная с этого время интерес к певице начинает угасать, так как новые песни больше не выходят. Однако, Виола Валентино продолжила свою карьеру, вернувшись через несколько лет. 
В 1991 году выходит сборник Un angelo dal cielo («Ангел с неба»), включающий все лучшие песни Виолы Валентино.
В настоящее время Виола Валентино является одной из самых успешных итальянских певиц. Она продолжает выступать и часто даёт концерты. На её счету сотни песен и десятки альбомов.

## Интересные факты
Некоторое время Виола Валентино была замужем за известным итальянским певцом Риккардо Фольи, что также способствовало росту её известности; затем, однако, они развелись.
Фото Виолы Валентино дважды попадало на обложку журнала «Плейбой».

## Дискография

### Альбомы
- 1978 — Uno (под псевдонимом Фэнтези, Fantasy)
- 1980 — Cinema
- 1982 — In primo piano
- 1985 — L’angelo
- 1991 — Un angelo dal cielo
- 1994 — Esisto
- 1998 — Il viaggio
- 2004 — Made in Virginia

### Синглы
- 1968 — Dixie/Pensandoci su (под псевдонимом Вирджиния, Virginia)
- 1970 — Zan zan/I 10 comandamenti dell’amore (под псевдонимом Ренцо и Вирджиния, Renzo e Virginia, вместе с Риккардо Фольи)
- 1978 — Cantando (под псевдонимом Фэнтези, Fantasy)
- 1979 — Comprami/California
- 1980 — Sei una bomba/Sono così
- 1980 — Anche noi facciamo pace/Sì mi va
- 1981 — Giorno popolare/Prendiamo i pattini
- 1981 — Sera coi fiocchi/Come un cavallo pazzo
- 1982 — Romantici/Rido
- 1982 — Sola/Amiche
- 1983 — Arriva arriva/Balere
- 1984 — Verso sud/Traditi
- 1985 — Addio amor
- 1986 — Il posto della luna/La verità
- 1987 — Devi ritornare/Dentro una notte di festa
- 1991 — Un angelo dal cielo/Quasi mezzanotte
- 1994 — Me marito se n'è ito
- 1994 — Onda tra le onde
- 1995 — Probabilmente niente
- 1996 — Estasi
- 1997 — Anime d’autunno (Libertango)
- 1998 — Come quando fuori piove
- 1999 — Aspettando Elia
- 2000 — Comprami 2000 con Zerodecibel
- 2002 — La surprise de l’amour
- 2004 — Dea
- 2004 — Acqua, fuoco, aria, terra
- 2006 — Barbiturici nel thè